# José María Giménez
José María Giménez de Vargas (n. 20 ianuarie 1995, Canelones⁠(d), Departamentul Canelones, Uruguay) este un fotbalist Uruguayan care joacă pentru clubul Atlético de Madrid și evoluează la echipa națională de fotbal a Uruguayului.

## Statistici carieră
La 11 martie 2020.
| Club            | Sezon         | Campionat | Campionat | Cupă | Cupă | Altele | Altele | Continental | Continental | Total | Total |
| Club            | Sezon         | M         | G         | M    | G    | M      | G      | M           | G           | M     | G     |
| --------------- | ------------- | --------- | --------- | ---- | ---- | ------ | ------ | ----------- | ----------- | ----- | ----- |
| Danubio         | 2012–13       | 16        | 0         | 0    | 0    | 0      | 0      | 0           | 0           | 16    | 0     |
| Danubio         | Total         | 16        | 0         | 0    | 0    | 0      | 0      | 0           | 0           | 16    | 0     |
| Atlético Madrid | 2013–14       | 1         | 0         | 1    | 0    | 0      | 0      | 0           | 0           | 2     | 0     |
| Atlético Madrid | 2014–15       | 20        | 1         | 4    | 1    | 0      | 0      | 4           | 0           | 28    | 2     |
| Atlético Madrid | 2015–16       | 27        | 1         | 2    | 0    | 0      | 0      | 8           | 0           | 37    | 1     |
| Atlético Madrid | 2016–17       | 17        | 0         | 6    | 1    | 0      | 0      | 6           | 0           | 29    | 1     |
| Atlético Madrid | 2017–18       | 23        | 1         | 4    | 1    | 0      | 0      | 11          | 0           | 38    | 2     |
| Atlético Madrid | 2018–19       | 21        | 0         | 2    | 0    | 1      | 0      | 5           | 2           | 29    | 2     |
| Atlético Madrid | 2019–20       | 11        | 0         | 0    | 0    | 1      | 0      | 4           | 0           | 16    | 0     |
| Total           | Total         | 120       | 3         | 20   | 3    | 2      | 0      | 38          | 2           | 180   | 8     |
| Total carieră   | Total carieră | 136       | 3         | 20   | 3    | 2      | 0      | 38          | 2           | 196   | 8     |

### Cu naționala
Statistici actualizate la meciul jucat la data de 15 iunie 2018.
| Uruguay | Uruguay | Uruguay |
| An      | M       | G       |
| ------- | ------- | ------- |
| 2013    | 3       | 0       |
| 2014    | 12      | 2       |
| 2015    | 10      | 1       |
| 2016    | 5       | 0       |
| 2017    | 9       | 1       |
| 2018    | 8       | 3       |
| 2019    | 11      | 1       |
| Total   | 58      | 8       |